# Cerkno
Cerkno (en Italien Circhina) est une localité chef-lieu de commune située dans la partie nord-occidentale de la Slovénie. Elle est le centre de la région de Cerkljansko qui correspond aux limites de la commune. Le bourg est notamment renommé pour le carnaval de Laufarija, un festival de printemps connu pour ses masques gravés dans le bois, mais aussi pour l'hôpital Franja Partisan (Bolnišnica Franja), un hôpital de partisans datant de la Seconde Guerre mondiale, ainsi que pour sa station de ski.

## Domaine skiable
Depuis 1984, une station de ski de taille moyenne a été développée à une dizaine de kilomètres du chef-lieu, sur les pentes du mont Črni Vrh (1 291 m). Il s'agit de l'une des sept stations les plus importantes de Slovénie. Le domaine skiable est principalement desservi par trois télésièges de conception moderne. Il est constitué de trois sous-domaines. Počivalo est le plus rapide d'accès depuis Cerkno et propose une unique piste relativement longue et peu difficile. Brdo est au centre du domaine, tandis que le sous-domaine de Lom propose des pistes de difficulté technique plus importante. L'altitude du domaine est relativement faible et la dénivelé maximale des pistes certes limitée à 330 m maximum. La station compense ces inconvénients par une organisation très professionnelle, une bonne variété des pistes et par un recours à l'enneigement automatique pour l'ensemble du domaine.

## Célébrités
Cerkno a été et est toujours un petit mais important centre culturel local pour la région de la Goriška. Le bourg et ses environs virent naître de nombreux Slovènes connus tels que l'archevêque de Gorizia Frančišek Borgia Sedej (1854-1931) ; l'écrivain France Bevk (1890-1970) ; le photographe Rafael Podobnik ; les historiens Milica Kacin-Wohinz et Boris Mlakar ainsi que les hommes politiques Marjan Podobnik et Janez Podobnik.

## Démographie
Entre 1999 et 2021, la population de la commune a diminué légèrement année après année pour atteindre une valeur voisine de 4 500 habitants,.
Évolution démographique
| 1999  | 2000  | 2001  | 2002  | 2003  | 2004  | 2005  | 2006  | 2007  |
| ----- | ----- | ----- | ----- | ----- | ----- | ----- | ----- | ----- |
| 5 169 | 5 155 | 5 121 | 5 101 | 5 081 | 5 061 | 5 038 | 5 030 | 5 014 |
| 2008  | 2009  | 2010  | 2011  | 2012  | 2013  | 2014  | 2015  | 2016  |
| 4 988 | 4 760 | 4 779 | 4 777 | 4 804 | 4 786 | 4 730 | 4 687 | 4 644 |
| 2017  | 2018  | 2019  | 2020  | 2021  |       |       |       |       |
| 4 602 | 4 588 | 4 580 | 4 547 | 4 547 |       |       |       |       |